# Synagoge (Hőgyész)

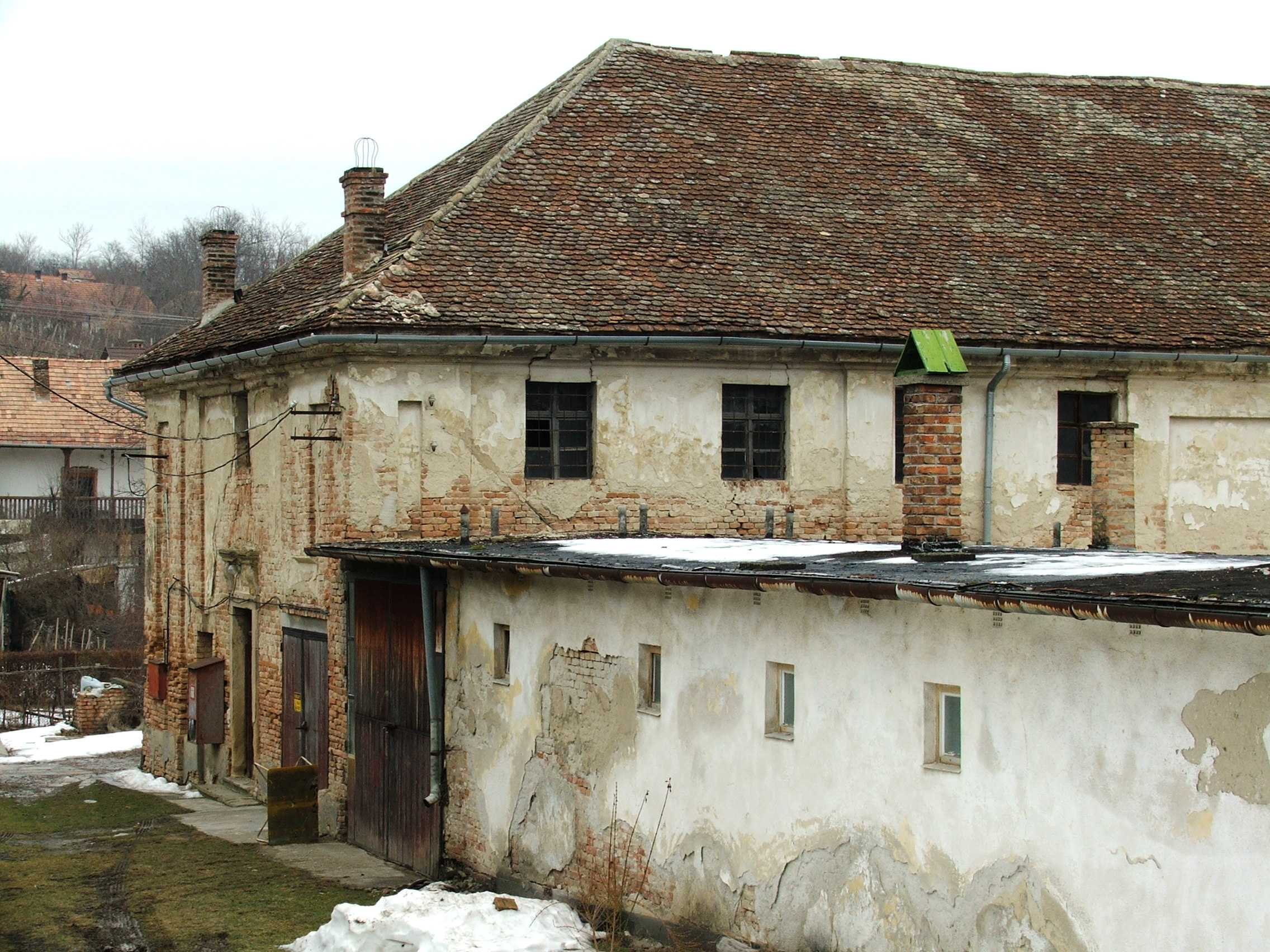
Synagoge in Hőgyész (2012)

Die Synagoge in Hőgyész, einer ungarischen Gemeinde im Komitat Tolna, wurde 1815 errichtet. Sie ist in einem schlechten Zustand.

## Geschichte
In Hőgyész wurde bereits im Jahr 1755 eine Synagoge erbaut. Das bestehende Gebäude stammt aus dem Jahr 1815. Circa 1900 wurde eine Empore für die Frauen eingebaut.
Das Gebäude ist in den 2000er-Jahren in einem schlechten Zustand und wird als Lager verwendet. Dazu wurden weitere Toröffnungen in die Seitenwände gebrochen.

## Architektur
Die große, langgestreckte Synagoge ist mit einem Walmdach bedeckt. Wie auf Bildern zu sehen ist, waren die Fenster rechteckig und entlang den Seitenwänden auf zwei Etagen angeordnet. Im Westen waren vor der geräumigen Haupthalle weitere Räumlichkeiten. Der Raum hatte eine flache Decke. Die später hinzugekommenen Emporen für die Frauen waren entlang dreier Seiten (außer an der Ostwand).
Ein Bild des Toraschreins zeigt, dass dieser von je zwei Säulen eingerahmt war.

## Sonstiges
Baruch Bendit Goitein (um 1770–1839) war Rabbiner in Hőgyész.